# William Henry Lyttelton
Le révérend William Henry Lyttelton (1820 - 24 juillet 1884) est un prêtre de l'Église d'Angleterre de la famille Lyttelton. Il est le traducteur anglais de plusieurs ouvrages des théologiens protestants suisses Frédéric Godet et Félix Bovet. Il publie également de nombreux sermons, conférences et discours, édite un manuel de dévotion (Formes de louange et de prière) et écrit un essai sur la géologie et la géographie de Clent et ses environs.

## Biographie
William Henry Lyttelton est le plus jeune des trois fils de William Lyttelton (3e baron Lyttelton) et de Sarah Spencer (1787-1870), fille de George Spencer (2e comte Spencer). Il est le frère de George William (1817-1876), plus tard le 4e baron, et Spencer (1818-1882), qui devient maréchal des cérémonies de la maison royale. Il a également deux sœurs, Caroline (1816-1902) et Lavinia (1821-1850).
Il est diplômé d'une maîtrise ès arts (MA) du Trinity College de Cambridge. Il poursuit ensuite une carrière dans l'Église d'Angleterre, où il est ordonné prêtre et est nommé recteur de Hagley en 1847 par son père, avec St John the Baptist comme église paroissiale. Le 28 septembre 1854, il épouse Emily Pepys (1833-1877), la fille d'Henry Pepys (1783-1860), évêque de Worcester. Sa nièce, Lucy Lyttelton, alors âgée de 13 ans et surprise de la nouvelle, décrit Emily dans son journal comme "charitable, jeune (21 ans), aimable, humble, belle. . .". Emily meurt sans descendance en 1877, probablement au presbytère. En vertu du testament de son mari, un fonds Emily Lyttelton est créé en 1884 en sa mémoire pour former des infirmières locales.
William Henry Lyttelton devient plus tard chanoine de la Cathédrale de Gloucester mais reste recteur de Hagley jusqu'à sa mort. Le 5 février 1880, il se remarie à Constance Ellen Yorke (morte le 24 décembre 1920), fille de Grantham Yorke, doyen de Worcester .
Il est mort le 24 juillet 1884 à l'âge de 64 ans, sans descendance et est enterré à côté de sa première femme dans le caveau Lyttelton à l'église St John the Baptist, Hagley.

## Travaux
En tant qu'auteur
- « Géographie physique et géologie du district », dans William Harris, Clentine Rambles (Stourbridge, 1868)
- Révélations bibliques de la vie de l'homme après la mort et des doctrines chrétiennes de la descente aux enfers, de la résurrection du corps et de la vie éternelle, avec des remarques sur la crémation et l'enterrement chrétien (Londres, 1875 ; 3e édition 1876)

En tant qu'éditeur
- Formes de louange et de prière dans la manière des offices (Oxford, 1869) [7]

En tant que traducteur
- Frédéric Godet, Études bibliques (Londres, 1875, 1876, 1882)
- Frédéric Godet, Lectures in Defence of the Christian Faith (Édimbourg, 1881 ; 2e édition 1883)
- Félix Bovet, Egypte, Palestine et Phénicie : visite des terres sacrées (Londres, 1882)